# Dysderina scutata
Dysderina scutata là một loài nhện trong họ Oonopidae.
Loài này thuộc chi Dysderina. Dysderina scutata được Octavius Pickard-Cambridge miêu tả năm 1876.